# Deterioro cognitivo postoperatorio

Posible evolución de las funciones cognitivas en un paciente de edad avanzada que sufre un deterioro cognitivo postoperatorio con una recuperación posterior

El deterioro cognitivo postoperatorio (o disfunción cognitiva posoperatoria) es una reducción de las funciones cognitivas (especialmente de la memoria y las funciones ejecutivas) que puede durar de 1 a 12 meses o más después de la cirugía. En algunos casos, este trastorno puede persistir durante varios años después de una cirugía mayor o incluso desencadenar una demencia. Este deterioro cognitivo es distinto del delirio emergente. Sus causas están siendo investigadas y se produce comúnmente en pacientes mayores y en aquellos con un deterioro cognitivo preexistente.
Aún no se entienden totalmente las causas de este deterioro cognitivo. No parece estar causado por la falta de oxígeno o por un flujo sanguíneo deficiente al cerebro. Además, es igualmente probable bajo anestesia local y general. Se especula que podría ser mediado por la respuesta inflamatoria del cuerpo debida a la cirugía, en concreto una alteración inflamatoria del sistema nervioso central (neuroinflamación).

## Causas
Es probable que la respuesta inflamatoria del cuerpo a la cirugía juegue un papel importante, al menos en pacientes de edad avanzada. Varias trabajos de investigación durante los últimos años han evaluado el papel de las acciones realizadas antes, durante y después de la cirugía de cara a disminuir los posibles efectos deletéreos de la inflamación. Por ejemplo, se pueden administrar antiinflamatorios antes de la cirugía. Durante la cirugía, la inflamación puede modularse mediante el control de la temperatura, el uso de anestesia local en lugar de general o el uso de betabloqueadores. Después de la cirugía, es importante el manejo óptimo del dolor y el control de infecciones. Varios estudios han demostrado que un enfoque multidisciplinario y multifactorial durante la atención pre, peri y posoperatoria puede tener efectos positivos para el paciente de avanzada edad.
Una revisión realizada por la Colaboración Cochrane exploró si los anestésicos inhalatorios o los anestésicos intravenosos tenían más probabilidades de causar este deterioro cognitivo al usarse con personas de edad avanzada para cirugía no cardíaca. Siete estudios (869 participantes) incluidos en la revisión llegaron a la conclusión que menos personas experimentaron este deterioro con anestesia total intravenosa en comparación con la anestesia inhalada. Sin embargo, estas conclusiones obtuvieron una puntuación baja en el sistema de calificación GRADE (la confianza en la estimación del efecto es limitada: el verdadero efecto puede ser sustancialmente diferente del efecto estimado).

## Evaluación cognitiva
Las evaluaciones cognitivas se realizan antes de la operación para establecer una referencia. Las mismas pruebas se realizan de nuevo después de la operación para determinar el alcance y la duración del deterioro cognitivo. Un proyecto que examinó a adultos de 55 años o más que se sometieron a importantes cirugías no cardíacas descubrió que "más del 30 % de los pacientes está obteniendo resultados significativamente peores que su evaluación de referencia 3 meses después".

## Epidemiología
Este deterioro cognitivo es común después de la cirugía cardíaca, aunque estudios recientes han verificado que este deterioro también se produce después de una cirugía mayor no cardíaca, pero con una incidencia menor. El riesgo de producirse aumenta con la edad. El tipo de cirugía también es importante porque hay una incidencia muy baja asociada con la cirugía menor. De hecho, este deterioro congnitivo es común en pacientes adultos de todas las edades en el momento del alta hospitalaria después de una cirugía mayor no cardíaca, pero solo las personas mayores (de 60 años o más) tienen un riesgo significativo de sufrir problemas cognitivos a largo plazo. Los pacientes que sufren este deterioro cognitivo tienen un riesgo mayor de muerte durante el primer año después de la cirugía. El interés en investigar este problema ha aumentado aproximadamente desde del año 2000, especialmente porque hay más pacientes de edad avanzada que pueden someterse a cirugías menores y mayores con éxito.

## Resultados de investigaciones internacionales
En 1998 se publicó el estudio ISPOCD 1 (Estudio Internacional de Disfunción Cognitiva Postoperatoria). Este estudio fue gestionado en centros de los Países Bajos y Dinamarca aunque en él también han participado centros de otros países como Francia, Alemania, Grecia, España, Reinio Unido y Estados Unidos. Este estudio ha investigado la aparición del deterioro cognitivo postoperatorio a largo plazo en pacientes de edad avanzada después de una cirugía mayor abdominal y ortopédica, y ha detectado este deterioro cognitivo posoperatorio en el 25,8 % de los pacientes 1 semana después de la cirugía y en el 9,9 % de ellos 3 meses después de la cirugía. El aumento de la edad y la duración de la anestesia, un nivel bajo de estudios, una segunda operación, las infecciones posoperatorias y las complicaciones respiratorias constituyeron factores de riesgo para el deterioro cognitivo posoperatorio temprano, pero solo la edad fue un factor de riesgo para el deterioro cognitivo posoperatorio tardío. La hipoxemia y la hipotensión no fueron factores de riesgo significativos en ningún momento. En 2003 se publicaron resultados del estudio ISPOCD 2, el cual encontró una menor disfunción cognitiva en la primera semana postoperatoria cuando el paciente de avanzada edad era sometido a cirugía menor de forma ambulatoria.

## Factores de riesgo
Las investigaciones realizadas han hayado que este deterioro cognitivo:
- Tiene la misma probabilidad de ocurrir después de operaciones bajo anestesia local que bajo anestesia general.[4][6]
- Es más probable después de operaciones mayores que de operaciones menores.[11][14]
- Es más probable después de operaciones cardíacas que otros tipos de cirugía.[11][14]
- Es más probable en pacientes de edad avanzada que en pacientes más jóvenes.[11][14]
- Es más probable en pacientes de edad avanzada con un alto consumo de alcohol.[15]
- Es más probable en pacientes de edad avanzada con un declive preexistentes en funciones mentales, lo que se denomina deterioro cognitivo leve.[16] Este deterioro cognitivo leve es una zona de transición entre la función mental normal y una enfermedad de Alzheimer evidente u otras formas de demencia. Es insidioso y rara vez se detecta, excepto retrospectivamente, después de que los pacientes afectados estén claramente dementes.
- Las personas con puntuaciones preoperatorias más altas en el sistema de clasificación del estado físico ASA tienen más probabilidades de desarrollarlo.[11][14]
- Las personas con un nivel educativo más bajo tienen más probabilidades de desarrollarlo que aquellas con un nivel educativo más alto.[4][11][14]
- Las personas con antecedentes de accidente cerebrovascular, a pesar de haber experimentado una recuperación funcional completa, tienen más probabilidades de desarrollarlo.[11][14]
- El delírium[17] y el empeoramiento severo de la función mental es muy probable en aquellos con enfermedad de Alzheimer clínicamente evidente u otras formas de demencia, así como en aquellos con antecedentes de delírium tras operaciones anteriores.[18]